# George Stinney
George Junius Stinney Jr. (21 tháng 10 năm 1930 - 16 tháng 6 năm 1944), là một thiếu niên người Mỹ gốc Phi bị kết án oan về tội giết hai bé gái da trắng vào năm 1944 tại quê nhà Alcolu, Nam Carolina. Cậu bé bị hành quyết vào tháng 6 cùng năm, khi mới chỉ 14 tuổi. Kháng cáo xin khoan hồng của cậu bé với thống đốc đã bị từ chối. Cậu bé là một trong những người nhỏ tuổi nhất ở Hoa Kỳ trong thế kỷ 20 bị kết án tử hình và bị hành quyết. Bản án của cậu đã được tuyên vô hiệu vào năm 2014, khi một tòa án ra phán quyết tuyên bố rằng cậu bé đã không được xét xử công bằng.

## Biến cố
Hai cô gái da trắng trẻ tuổi, Betty June Binnicker 11 tuổi và Mary Emma Thames 7 tuổi, bị phát hiện đã chết tại thị trấn có nhà máy của công ty ở Alcolu, Nam Carolina, vào tháng 3 năm 1944, sau khi họ không trở về nhà vào đêm trước đó.

## Bắt giữ và truy tố
Cảnh sát đã bắt giữ George Stinney, 14 tuổi, một cậu bé người Mỹ gốc Phi địa phương, như một kẻ tình nghi. Họ nói rằng cậu bé đã thú nhận tội ác với họ. Không có biên bản nào về lời thú tội của cậu bé, ngoại trừ các ghi chú được cung cấp bởi một nhân viên điều tra.
Không có bản ghi chép nào được ghi lại trong phiên tòa ngắn gọn. Stinney đã bị kết án với tội danh giết người cấp độ một với hai cô gái trong vòng chưa đến 10 phút bởi một bồi thẩm đoàn hoàn toàn là người da trắng, trong một phiên tòa chỉ kéo dài trong vòng một ngày. Tòa án từ chối nghe kháng cáo của cậu bé. Cậu bị hành quyết vào cùng năm, khi mới chỉ 14 tuổi, bằng ghế điện.
Trong nhiều thập kỷ kể từ khi diễn ra việc kết tội và hành quyết Stinney, câu hỏi rằng cậu bé có phạm tội hay không, cũng như tính hợp lệ của lời thú tội được báo cáo của cậu, và quá trình tư pháp dẫn đến việc hành quyết cậu bé đã bị chỉ trích rộng rãi.
Một nhóm luật sư và nhà hoạt động đã điều tra vụ án của Stinney thay mặt cho gia đình cậu bé. Vào năm 2013, gia đình đã yêu cầu tổ chức một phiên tòa mới. Vào ngày 17 tháng 12 năm 2014, bản án đối với Stinney được tuyên vô hiệu sau 70 năm kể từ khi cậu bị hành quyết, vì thẩm phán tòa án đã phán quyết rằng Stinney đã không được xét xử công bằng; cậu bé không được có biện pháp bảo vệ hiệu quả và quyền theo Tu chính án VI của cậu đã bị vi phạm. Thẩm phán lưu ý rằng trong khi Stinney có thể đã phạm tội, việc truy tố và xét xử về cơ bản có thiếu sót. Thẩm phán Mullen phán quyết rằng lời thú tội của cậu bé có thể do bị ép buộc và do đó là không thể chấp nhận. Bà cũng thấy rằng việc hành quyết một đứa trẻ 14 tuổi cấu thành "sự trừng phạt tàn nhẫn và bất thường."

## Bối cảnh vụ án
Năm 1944, George Junius Stinney, Jr. sống tại Alcolu, Quận Clarendon, Nam Carolina. Cậu bé 14 tuổi người Mỹ gốc Phi sống với cha George Stinney Sr., cùng người mẹ Aimé, các anh em trai John, 17 tuổi, và Charles, 12 tuổi, và các em gái Katherine, 10 tuổi, và Aimé, 7 tuổi. George Sr. làm việc tại xưởng cưa của thị trấn và gia đình sống trong nhà ở của công ty. Alcolu là một thị trấn nhà máy nhỏ dành cho tầng lớp công nhân, nơi các khu phố cho người da trắng và đen được phân cách bằng đường ray xe lửa. Thị trấn này là điển hình của các thị trấn nhỏ ở miền Nam thời đó. Với các trường học và nhà thờ riêng biệt cho cư dân da trắng và da đen, sự tương tác giữa họ là khá hạn chế.
Thi thể của Betty June Binnicker, 11 tuổi, và Mary Emma Thames, 7 tuổi, được tìm thấy trong một cái mương vào ngày 23 tháng 3 năm 1944, ở khu vực người Mỹ gốc Phi của Alcolu, trong một cuộc tìm kiếm sau khi họ không trở về nhà vào đêm hôm trước. Người cha George Stinney Lớn cũng giúp đỡ trong việc tìm kiếm. Các cô gái đã bị đánh với một vũ khí, được báo cáo với các phiên bản khác nhau như một mảnh kim loại cùn hoặc một cái đinh tán dùng để đóng đường ray. Các cô gái được nhìn thấy lần cuối khi đang đi xe đạp đi tìm những bông hoa.
Khi họ đi qua khu nhà Stinney, họ đã hỏi cậu bé George Stinney và em gái Aime rằng họ có biết chỗ nào có hoa "maypops", một tên gọi địa phương của hoa lạc tiên. Theo như Aime kể, cô đã ở cùng George vào thời điểm mà cảnh sát sau đó cho rằng diễn ra vụ giết người.
Theo một bài báo được báo cáo bởi dịch vụ điện tín vào ngày 24 tháng 3 năm 1944, và được công bố rộng rãi, với tên cậu bé bị viết sai được giữ nguyên, cảnh sát trưởng đã tuyên bố bắt giữ và nói rằng "George Junius" đã thú tội và dẫn các sĩ quan đến "một mảnh sắt được giấu đi." Cả hai cô gái đều bị chấn thương đụng dập vào mặt và đầu.
Các báo cáo có sự khác nhau ở loại vũ khí được sử dụng. Theo một báo cáo của giám định y khoa, những vết thương này đã bị "gây ra bởi một dụng cụ cùn với một cái đầu tròn, bằng kích thước một cái búa." Cả hai hộp sọ của các cô gái đều bị đập vỡ. Người giám định y khoa đã báo cáo không có bằng chứng về tấn công tình dục với cô gái nhỏ hơn, mặc dù bộ phận sinh dục của cô gái lớn hơn bị bầm tím.

## Điều tra
George Stinney và anh trai Johnny bị bắt vì nghi ngờ giết các cô gái. Johnny được cảnh sát phóng thích, nhưng George bị giam giữ. Cậu bé không được cho phép gặp cha mẹ cho đến sau phiên tòa và tuyên án. Theo một bản tường thuật viết tay, viên cảnh sát bắt giữ là H.S. Newman, một viên cảnh sát thuộc quận Clarendon, người đã nói, "Tôi đã bắt giữ một cậu bé có tên George Stinney. Cậu ta sau đó đã thú tội và nói với tôi nơi tìm một thanh sắt khoảng 15 inch mà [sic] cậu ta nói rằng đã đặt nó dưới một con mương cách chiếc xe đạp khoảng sáu feet." Không tồn tại lời thú tội nào được biết tới có chữ ký của Stinney.
George được cho là có đánh nhau ở trường, bao gồm một trận đánh lộn, trong đó cậu đã dùng dao làm xước xát một cô gái. Sự xác nhận của giáo viên lớp bảy của Stinney, cũng là một người Mỹ gốc Phi, bị phủ nhận bởi Aime Stinney Ruffner khi nó được báo cáo vào năm 1995. Một phụ nữ da trắng địa phương nhớ được về Stinney từ thời thơ ấu cho biết trong năm 1944 rằng Stinney đã đe dọa sẽ giết cô và bạn của cô một ngày trước vụ giết người, và rằng cậu ta được biết đến như kẻ hay bắt nạt.
Sau vụ bắt giữ của George, cha của cậu bị sa thải khỏi công việc của mình tại xưởng cưa địa phương, và gia đình Stinney phải rời khỏi nhà của họ ngay lập tức. Gia đình lo sợ cho sự an toàn của họ. Bố mẹ cậu không gặp lại George lần nào trước phiên tòa. Cậu không có được sự hỗ trợ nào trong suốt 81 ngày giam giữ và xét xử; cậu bị giam giữ tại một nhà tù ở Columbia, cách thị trấn 50 dặm vì nguy cơ bị treo cổ. Stinney đã bị thẩm vấn một mình mà không có cha mẹ hoặc luật sư. [5] Mặc dù Tu chính án VI bảo đảm quyền được tư vấn pháp lý, điều này không được đảm bảo cho đến năm 1963, khi án lệ Gideon kiện Wainwright đã yêu cầu đại diện một cách rõ ràng thông qua quá trình tố tụng hình sự.

## Xét xử
Toàn bộ tiến trình xét xử chống lại Stinney, bao gồm cả lựa chọn bồi thẩm đoàn, chỉ diễn ra trong vòng một ngày. Cố vấn biện hộ của Stinney do tòa án chỉ định là Charles Plowden, một ủy viên thuế vận động bầu cử cho văn phòng chính trị địa phương. Plowden không khước từ ba viên chức cảnh sát đã làm chứng rằng Stinney thú tội với hai vụ giết người, mặc dù đây là bằng chứng duy nhất chống lại cậu bé.
Ông này không khước từ phần trình bày của hai công tố khác nhau về lời thú tội bằng lời nói của Stinney. Trong một phiên bản Stinney bị các cô gái tấn công sau khi cậu cố gắng giúp đỡ một cô gái bị rơi xuống mương, và cậu đã giết họ để tự vệ. Trong phiên bản khác, cậu đã theo dõi các cô gái, đầu tiên tấn công Mary Emma và sau đó là Betty June. Không có bằng chứng vật lý nào liên kết cậu với những vụ giết người. Không có ghi chép bằng văn bản nào về lời thú tội của Stinney ngoài bản tường thuật của viên cảnh sát Newman.
Phiên tòa của Stinney có một bồi thẩm đoàn hoàn toàn là người da trắng, là điển hình vào thời điểm đó. Vì hầu hết người da đen vẫn bị tước quyền công dân và bị cấm bỏ phiếu, họ không thể được chọn làm bồi thẩm. Hơn 1.000 người da trắng chen chúc trong phòng xử án, nhưng không người da đen nào được phép vào.
Khác với lời khai của ba viên chức cảnh sát, tại phiên tòa, các công tố viên xét xử gọi ba nhân chứng: Mục sư Francis Batson, người đã tìm thấy thi thể của hai cô gái, và hai bác sĩ đã thực hiện cuộc khám nghiệm tử thi. Những lời thú tội mâu thuẫn nhau được ghi lại là đã được cung cấp bởi công tố viên. Tòa án cho phép thảo luận về "khả năng" hãm hiếp mặc dù báo cáo của giám định y khoa không có bằng chứng để hỗ trợ điều này. Cố vấn của Stinney đã không cho gọi bất kỳ nhân chứng nào, không kiểm tra chéo nhân chứng, và chỉ đề nghị sự bảo vệ hạn chế hoặc không có. Phần trình bày của phiên tòa kéo dài hai tiếng rưỡi.
Ban giám khảo mất mười phút để họp quyết định, sau đó họ trở lại với một phán quyết có tội. Thẩm phán Philip H. Stoll kết án tử hình Stinney bằng ghế điện. Không có bản ghi chép nào của phiên tòa. Không có kháng cáo nào được nộp.
Gia đình của Stinney, nhà thờ, và NAACP (Hiệp hội quốc gia vì sự tiến bộ của người da màu) đã kháng cáo lên Thống đốc Olin D. Johnston xin khoan hồng, cân nhắc độ tuổi của cậu bé. Một số người khác thì thúc giục viên thống đốc cho thực thi phần hành quyết, điều sau cùng ông này đã thực hiện. Johnston đã viết trong một phúc đáp với một kháng cáo cho khoan hồng rằng
Bạn có thể thấy thú vị khi biết rằng Stinney đã giết cô gái nhỏ hơn để cưỡng hiếp cô gái lớn hơn. Rồi cậu ta giết cô gái lớn hơn và hãm hiếp thi thể đã chết của cô. Hai mươi phút sau, cậu ta quay lại và cố gắng cưỡng hiếp cô lần nữa, nhưng cơ thể cô quá lạnh. Tất cả những điều này đã được cậu ta thừa nhận.
Những lời quả quyết này không được hỗ trợ bởi báo cáo của giám định y khoa.
Giữa thời điểm Stinney bị bắt và bị hành quyết, cha mẹ của Stinney được phép gặp cậu ta một lần, sau phiên tòa khi cậu bị giam tại trại giam Columbia.

## Hành hình
George Stinney bị hành quyết tại Cơ quan Trừng phạt Trung ương ở Columbia vào ngày 16 tháng 6 năm 1944, vào 7 giờ 30 phút tối. Cao 5 foot 1 inch (155 cm) và chỉ nặng tầm 90 pound (40 kg), Stinney quá nhỏ so với những tù nhân trưởng thành thông thường, khiến các viên chức luật sư gặp khó khăn trong việc giam cậu trong bộ khung giữ các điện cực. Mặt nạ che mặt với kích thước cho người lớn của tiểu bang không phù hợp với cậu ta; khi Stinney bị va chạm với dòng điện đầu tiên 2.400 vôn, mặt nạ che mặt cậu bị trượt ra. Stinney được tuyên bố là đã chết trong vòng bốn phút sau lần giật điện đầu tiên. Kể từ thời điểm xảy ra những vụ giết người cho đến khi Stinney bị hành hình, 83 ngày đã trôi qua.

## Tái mở lại vụ án và tuyên vô hiệu bản án
Năm 2004, George Frierson, một sử gia địa phương lớn lên ở Alcolu, bắt đầu nghiên cứu vụ án sau khi đọc một bài báo về nó. Công việc của ông đã thu hút sự chú ý của các luật sư đến từ Nam Carolina là Steve McKenzie và Matt Burgess. Ngoài ra, Ray Brown, luật sư James Moon, và những người khác đã đóng góp vào đó vô số giờ nghiên cứu và xem xét các tài liệu lịch sử, và tìm thấy các nhân chứng và bằng chứng để hỗ trợ cho việc giải oan cho Stinney. Trong số những người hỗ trợ vụ án cần kể đến Dự án Công lý cho Quyền Công dân và Tư pháp (CRRJ) tại Trường Đại học Luật Đông Bắc (NUSL), đã nộp một bản tóm tắt amicus lên tòa án vào năm 2014. Frierson và các luật sư tự nguyện pro bono ban đầu tìm kiếm cứu trợ thông qua Ban Ân xá và Tạm tha (Pardon and Parole Board) của Nam Carolina.
McKenzie và Burgess, cùng với luật sư Ray Chandler đại diện cho gia đình Stinney, đã nộp đơn xin mở một phiên tòa mới vào ngày 25 tháng 10 năm 2013.
Nếu chúng ta có thể mở lại vụ kiện, chúng ta có thể đến trước thẩm phán và nói, 'Chẳng có lý do gì để kết án đứa trẻ này. Không có bằng chứng nào để trình bày cho bồi thẩm đoàn. Không có bản ghi chép nào. Vụ án này cần phải được mở lại. Đây là một sự bất công cần phải được sửa lại.' Tôi khá lạc quan rằng nếu chúng ta có thể khiến các nhân chứng mà chúng ta cần bước ra ánh sáng, chúng ta sẽ thành công tại tòa án. Chúng tôi hy vọng có một nhân chứng sẽ nói - không phải là thân nhân gia đình, không có quan hệ gì - những người sẽ có khả năng ràng buộc tất cả điều này và nói rằng họ về cơ bản là một chứng cớ ngoại phạm. Họ đã ở đó với ông Stinney và điều này không xảy ra.— Steve McKenzie

George Frierson nói trong các cuộc phỏng vấn, "đã có một người đã được nêu tên là thủ phạm, người đó nay đã qua đời. Và gia đình nói rằng có một lời thú tội vào phút lâm chung." Frierson nói rằng thủ phạm theo lời đồn đến từ một gia đình da trắng nổi tiếng và xuất chúng. Một hoặc nhiều thành viên trong gia đình đó đã phục vụ trong ban hội thẩm cái chết bất thường ban đầu của người điều tra viên, đã đề nghị Stinney bị truy tố.
Trong tóm tắt amicus của vụ án, CRRJ nói:
Có bằng chứng thuyết phục rằng George Stinney vô tội đối với các tội ác mà cậu đã bị hành hình vào năm 1944. Công tố viên dựa vào, gần như độc quyền, trên một mảnh bằng chứng để có được một lời kết tội trong trường hợp tai hại này: "lời thú tội" không được ghi chép, không có chữ ký của một đứa trẻ 14 tuổi thiếu sự tư vấn và hướng dẫn của cha mẹ, và luật sư bào chữa của họ đã gây sốc khi không gọi những nhân chứng chứng minh vô tội hoặc để bảo vệ quyền kháng cáo của cậu.
Bằng chứng mới trong phiên điều trần của tòa án vào tháng 1 năm 2014 bao gồm lời khai của các anh chị em của Stinney rằng anh ta đã ở cùng họ tại thời điểm vụ giết người. Ngoài ra, một bản khai tuyên thệ được giới thiệu từ "Mục sư Francis Batson, người đã tìm thấy các cô gái và kéo họ ra khỏi cái mương đầy nước. Trong bản tường thuật của mình, ông nhớ lại không có nhiều máu trong hoặc xung quanh mương, cho thấy rằng họ có thể bị giết ở nơi khác và được di chuyển đến." Wilford "Johnny" Hunter, người ở trong tù với Stinney, "làm chứng rằng thiếu niên này nói với anh ta rằng cậu đã bị bắt phải thú tội" và luôn bảo vệ quan điểm vô tội của mình..
Luật sư cho tiểu bang Nam Carolina, người biện hộ cho tiểu bang chống lại sự tha tội, là Ernest A. Finney III. Ông là con trai của Ernest A. Finney Jr., người được bổ nhiệm làm Thẩm phán Tòa án Tối cao Tiểu bang người Mỹ gốc Phi đầu tiên của Nam Carolina kể từ quá trình Tái thiết.
Thay vì phê chuẩn một phiên tòa mới, vào ngày 17 tháng 12 năm 2014, thẩm phán Tòa Phúc thẩm Carmen Mullen đã tuyên vô hiệu bản án của Stinney. Bà đã phán quyết rằng cậu bé đã không được xét xử công bằng, vì cậu bé không được có biện pháp bảo vệ hiệu quả và quyền theo Tu chính án VI của cậu đã bị vi phạm. Phán quyết này là một lần sử dụng hiếm hoi của phương cách pháp lý coram nobis (sai phạm ngay trước mắt). Thẩm phán Mullen phán quyết rằng lời thú tội của Stinney có thể bị ép buộc và do đó là không thể chấp nhận. Bà cũng thấy rằng việc thực thi một đứa trẻ 14 tuổi đã hình thành "sự trừng phạt tàn nhẫn và bất thường", và luật sư của cậu "đã không gọi những người làm chứng chứng minh vô tội hay bảo vệ quyền kháng cáo của cậu bé". Mullen đã giới hạn phán quyết của mình cho quá trình truy tố, lưu ý rằng Stinney "có thể đã phạm tội này." Với sự tham khảo quy trình pháp lý, Mullen đã viết, "Không ai có thể bào chữa cho một đứa trẻ 14 tuổi bị buộc tội, truy tố, kết án và hành quyết trong khoảng 80 ngày", kết luận rằng "Về bản chất, không nhiều điều được thực hiện cho đứa trẻ này khi cuộc sống của cậu nằm trong sự toan tính gian dối."
Các thành viên gia đình của cả Betty Binnicker và Mary Thames đều bày tỏ sự thất vọng trước quyết định của tòa án. Họ nói rằng, mặc dù họ thừa nhận việc thực hiện Stinney ở tuổi 14 là gây tranh cãi, họ không bao giờ do dự về tội lỗi của cậu bé. Cháu gái của Betty Binnicker nói rằng cô và gia đình cô đã nghiên cứu sâu rộng vụ án, và lập luận rằng "những người [chỉ] đọc những bài báo trên báo chí không hề biết được sự thật." Người cháu gái của Binnicker cáo buộc rằng, vào đầu những năm 1990, một sĩ quan cảnh sát bắt giữ Stinney đã liên lạc với cô ấy và nói: "Cô có bao giờ tin rằng cậu bé đó không giết dì của cô." Những thành viên trong gia đình này nói rằng những lời tuyên bố của một lời thú tội chết người từ một cá nhân thú tội cho những vụ giết người của các cô gái chưa bao giờ được chứng minh.

## Sách và phim về vụ án của Stinney
- David Stout đã viết tiểu thuyết đầu tay Carolina Skeletons (1988) của ông dựa trên vụ án này.[21] Ông được trao giải thưởng Edgar 1989 cho giải Tiểu thuyết đầu tay xuất sắc nhất (Edgar Allan Poe Award).[22] Stout gợi ý trong cuốn tiểu thuyết rằng Stinney, người mà anh đổi tên thành Linus Bragg, vô tội. Cốt truyện xoay quanh một cháu trai hư cấu của Stinney / Bragg, người đã tiết lộ sự thật về vụ án sau này.
- Cuốn tiểu thuyết trên được chuyển thể thành phim truyền hình năm 1991 cùng tên do John Erman đạo diễn, với Kenny Blank vai Stinney / Bragg.[23] Lou Gossett Jr. đóng vai em trai của Stinney / Bragg, James..[24]
- Tính đến tháng 2 năm 2014, một bộ phim khác về vụ án của Stinney, 83 Days, được Pleroma Studios lên kế hoạch, được viết kịch bản và sản xuất bởi Ray Brown với đạo diễn Charles Burnett.[18][25]